# تنسنت پیکچرز
تنسنت پیکچرز (چینی ساده شده: 腾讯影业؛ چینی سنتی: 騰訊影業؛ پینیین: téng xùn yǐng yè) یک شرکت توزیع کننده و تولید فیلم چینی است که متعلق به کمپانی تنسنت است. فیلم‌هایی بر اساس کتاب‌های کمیک، مجموعه پویانمایی و بازی‌های ویدئویی ساخته‌است.